# Palmulacypraea katsuae
Palmulacypraea katsuae, tên tiếng Anh: Katsua's Cowry, là một loài ốc biển, là động vật thân mềm chân bụng sống ở biển trong họ Cypraeidae, họ ốc sứ
There are two subspecies:
- Palmulacypraea katsuae guidoi (Lorenz, 2002)
- Palmulacypraea katsuae katsuae (Kuroda, 1960)

## Miêu tả
Loài này có kích thước giữa 15 mm và 22 mm

## Phân bố
Chúng phân bố ở Thái Bình Dương dọc theo Nhật Bản và Philippines.